# Fritz Platenau
Fritz Platenau (* 13. März 1896 in Hannover; † nach 1981 ebenda) war ein deutscher Autor und Heimatforscher.

## Leben
Platenau wuchs in Blomberg-Istrup auf. Er besuchte zunächst die Rektoratsschule in Blomberg und anschließend bis 1916 die Landwirtschaftsschule in Hameln. Er nahm als Soldat am Ersten Weltkrieg teil und wurde schwer verwundet. Er übernahm 1921 zunächst den väterlichen Hofe in Istrup, verpachtete ihn aber ab 1924 und war dann als landwirtschaftlicher Gutachter tätig. Er starb nach 1976 in Hannover.
Platenau war auch Vorsitzender des Gartenbau-Vereins in Blomberg.
Platenau engagierte sich für das lippische Platt. So verfasste er auch das Wörterbuch Istruper Mundart. Außerdem sammelte Platenau vieles aus der lippischen Heimatkunde, über Bäuche und Sitten. Eine Reihe seiner Schriften sind beim Lippischen Heimatbund erschienen, anderes in der lokalen Presse, manches ist noch nicht veröffentlicht und liegt als Manuskript in der lippischen Landesbibliothek.

## Auszeichnungen
Für seine Verdienste um die plattdeutsche Sprache und das lippische Kulturerbe:
- Große Goldene Ehrennadel des Lippischen Heimatbundes
- Goldene Kornähre des Lippischen Plattdeutschen Vereins
- Bundesverdienstkreuz am Bande, 16. März 1976[2]

## Werke (Auswahl)
- Döhnkens iutn Lippsken. (= Lipp. Heimatbücher, Plattdt. R. 3), Detmold 1966.
- Alte Sprichwörter, Redensarten und Wetterregeln aus dem Lipperland. Istrup 1967.
- Et renket sick olles in. Ein Vierakter in lippisch Platt. Istrup 1967.
- Soll das vergessen sein? Begebenheiten und älteres Brauchtum in Istrup und dem Blomberger Becken. Istrup 1967.
- Landwirtschaftliche Arbeitsmethoden in früherer Zeit. Aufgezeichnet und zusammengestellt für den Bereich des Dorfes Istrup/Lippe. Istrup 1971.
- Erinnerungen. Brauchtum und bäuerliche Arbeitsmethoden im Lipperland. Lipp. Heimatbund, Detmold 1973.
- Orts- und Wohnplatznamen in Lippe vor der Verwaltungsreform. Blomberg-Istrup 1973.
- Ruimsel un Vertellsel. 2 Bände, Detmold 1976.
- mit H. Gehle u. a.: Wörterbuch westfälischer Mundarten. Hochdeutsch – plattdeutsch. Westf. Heimatbund, Münster 1977.
- Plattdeutsches Wörterbuch in Istruper Mundart. Lipp. Heimatbund, Detmold 1978.
- Längenmaße, Flächenmaße, Hohlmaße, Zahlungsmittel, Gewichte, Abkürzungen in alten Urkunden. Blomberg-Istrup 1980.
- Vertellsel iut'n Lippsken. Stück 1.2. Blomberg-Istrup 1980.
- Van de Leuwde, de Früjjarrüije un wat domie teohaupehenget. Blomberg-Istrup 1981.
- Das gab es, das gibt es und das wird es geben. Erzählungen. 6 Bände. Blomberg-Istrup 1983

postum
- Sabine Schierholz (Hrsg.): Wörterbuch hochdeutsch-lippisches Plattdeutsch. Lippischer Heimatbund, Detmold 2003.

als Herausgeber
- Festschrift zum Heimatfest in Istrup vom 12.–14. Juni 1981. Blomberg-Istrup 1981.